# Dimitrie I. Popescu
Dimitrie I. Popescu, cunoscut și ca Dumitru I. Popescu, (n. 12 iulie 1883, Vădeni, Brăila, România – d. 8 iunie 1970, Galați, România) a fost un general român.
A fost secretar general al Ministerului Apărării (1928-1931).
A fost înaintat în 25 octombrie 1939 la gradul de general de divizie și în 1 ianuarie 1942 la gradul de general de corp de armată.
În perioada 3 martie 1939 - 1 februarie 1940, generalul de corp de armată Dumitru I. Popescu a fost comandantul Corpului de Grăniceri.
A fost comandant militar al Capitalei (8 septembrie 1940 - 26 ianuarie 1941)
Dumitru I. Popescu a fost Ministru de Interne în guvernul Ion Antonescu în perioada 21 ianuarie 1941 - 23 august 1944.
General-Locotenentul Dumitru I. Popescu a fost arestat la 17 mai 1946, condamnat la 10 ani temniță și eliberat în anul 1956.

## Decorații
- Ordinul „Coroana României” în gradul de Mare Ofițer (8 iunie 1940)[4]
- Ordinul „Coroana României” în gradul de Mare Cruce (7 noiembrie 1941)[5]